# Nowy materiał
Nowy materiał – piąty album zespołu Variété. Nagrania zrealizowano w Studiu Mózg w Bydgoszczy i u Piotra Różyckiego we wsi Wielka Tymawa w okresie od czerwca 2003 do listopada 2004.

## Lista utworów
1. „Dryf” – 3:04
2. „Śnieg i diament” – 3:28
3. „Last Minute” – 4:08
4. „Jadę plażą” – 4:09
5. „Ku czerwieni” – 4:14
6. „Seven Fucking Loves” – 3:25
7. „Pay for Me” – 2:48
8. „Andy kolorą” – 4:41
9. „Niedziela” – 2:25

## Skład
- Grzegorz Kaźmierczak – wokal, vocoder, syntezatory
- Marek Maciejewski – gitara, sampler
- Wojtek Woźniak – gitara basowa
- Jarek Hejmann – perkusja, conga
- Daniel Mackiewicz – Rhodes, tabla, trójkąt

Gościnnie
- Tomek Głazik – saksofony (4, 5)
- Dj Grzana – scratch (8, 9)